# Viscosia leptolaima
Viscosia leptolaima is een rondwormensoort uit de familie van de Oncholaimidae. De wetenschappelijke naam van de soort is voor het eerst geldig gepubliceerd in 1932 door Kreis.